# Amanda Coetzer
Amanda Coetzer (sinh ngày 22 tháng 10 năm 1971) là một cựu vận động viên quần vợt chuyên nghiệp của Nam Phi. Coetzer thi đấu chuyên nghiệp vào năm 1988 và đã nghỉ hưu năm 2004. Cô đã giành được danh hiệu đơn đầu tiên của mình vào năm 1993 tại Melbourne, và sau đó là danh hiệu thứ hai tại Tokyo.
Coetzer bước vào top 20 trên bảng xếp hạng thế giới của quần vợt nữ vào năm 1992 và vẫn ở đó trong hầu hết mười năm sau đó. Cô đã giành được danh tiếng thường xuyên đánh bại những tay vợt xếp hạng cao hơn cô, trong khi leo lên đỉnh điểm vào năm 1997. Vì vậy, nhiều chiến thắng bất ngờ của cô khi chỉ cao 5 foot lấy cảm hứng cho biệt danh của cô, "The Little Assassin".

## Đời tư
Coetzer là con gái của Nico và Suska Coetzer. Cô bắt đầu chơi quần vợt khi mới 6 tuổi. Trong suốt sự nghiệp của mình, cô cư trú chủ yếu ở Hilton Head, South Carolina và được huấn luyện bởi Gavin Hopper. Cô kết hôn với nhà sản xuất phim Hollywood Arnon Milchan.

## Sự nghiệp
Tại giải Canadian Open năm 1995, Coetzer đánh bại ba tay vợt được xếp hạng trong top 5 thế giới - Steffi Graf (số 1), Jana Novotná (số 4) và Mary Pierce (số 5) - trước khi cuối cùng thua Monica Seles trong trận chung kết. Thất bại của Graf trước Coetzer đã chấm dứt mạch chiến thắng 32 trận của tay vợt Đức.
Tại Australian Open vào năm 1996, Coetzer trở thành nữ vận động viên quần vợt Nam Phi đầu tiên trong kỷ nguyên mở vào đến một trận bán kết Grand Slam, nơi cô bị thua Anke Huber sau 3 set.